# 金平亮三
金平 亮三（かねひら りょうぞう、1882年1月1日 - 1948年11月27日）は、日本の植物学者・林学者。九州帝国大学教授、陸軍司政長官を歴任。

## 経歴
金平惣伍の三男として岡山県に生まれる。東京帝国大学を卒業後、台湾総督府技師となり、同府営林局、中央研究所林業部長などを歴任した。1928年（昭和3年）九州帝国大学教授となり、1942年（昭和17年）3月に退官した。同年11月、陸軍司政長官に就任した。台湾のほかフィリピン、ニューギニア、ペルーなどで植物、特に森林資源の調査を行った。

## 著書
- 『台湾樹木誌』（台湾総督府殖産局、1917年）
- 『熱帯有用植物誌』（南洋協会臺灣支部、1925年）
- 『南洋群島植物誌』（南洋庁、1933年）（昭和11年度日本農学会賞受賞[2]）
- 『ニューギニヤ探検』（養賢堂、1942年）